# Ariel Soto
Ariel Román Soto González (ur. 14 maja 1992 w San José) – kostarykański piłkarz występujący na pozycji środkowego lub lewego obrońcy, reprezentant kraju, od 2019 roku zawodnik Herediano.